# Ephedranthus parviflorus
Ephedranthus parviflorus là loài thực vật có hoa thuộc họ Na. Loài này được S.Moore mô tả khoa học đầu tiên năm 1895.